# La Velocidad De La Luz
La Velocidad De La Luz es una webserie de la telenovela juvenil Vikki RPM. que se estrenó el 8 de agosto de 2017 en Nickelodeon.
Protagonizada por Samantha Siqueiros, Andrés Mercado y María Gabriela de Faría.
Es un spin-off de Vikki RPM donde Vikki (Samantha Siqueiros), Matías (Andrés Mercado) y Francesca (María Gabriela de Faría) son 3 de corredores de autos Fórmula 1 y su sueño es competir, ganar y pasarla muy bien juntos.

## Sinopsis de la webserie
Esta es la historia de 299, 792 y 458… mejor conocidos como Vikki, Francesca y Matías. Juntos forman el número de la velocidad de la luz. Desde pequeños han sido amigos; su pasión por los karts y la adrenalina los ha llevado al límite. Vivir muchas divertidas aventuras, dentro y fuera de la pista los ha hecho inseparables… Hasta que Vikki les da la noticia que se va a mudar a Costa del Este. Ellos están seguros de que volverán a encontrarse, seguramente en una pista junto a sus karts, para poder volver a competir a toda velocidad.

## Reparto
- Samantha Siqueiros como Victoria "Vikki" Franco (299)
- Andrés Mercado como Matías Ocampo (458)
- María Gabriela de Faría como Francesca Ortíz (792)